# Norte (udde)
Norte är en udde i Antarktis. Den ligger i Sydorkneyöarna. Argentina och Storbritannien gör anspråk på området.
Terrängen inåt land är varierad. Havet är nära Norte söderut. Trakten är obefolkad. Det finns inga samhällen i närheten. 